# 歴史的な津波の一覧
歴史的な津波の一覧（れきしてきなつなみのいちらん）では、過去に発生した特筆すべき大規模な津波をまとめる。

## 日本付近を発生源とする津波

### 先史時代
- 紀元前4000年頃 - 三陸地方で巨大津波の跡[注釈 1]。
- 紀元前1500年頃 - 三陸地方で巨大津波の跡[注釈 2]。
- 紀元前1000年頃 - 三陸地方で巨大津波の跡[注釈 3]。
- 紀元前800年頃（BP2860 - 2620）、仙台付近で巨大津波の被害（紀元前1000年頃と同一の可能性）。
- 紀元前100年頃（BP2030 - 2190）、仙台付近で巨大津波の被害[1][2][3][4][注釈 4]。
- 紀元前後、南海トラフの超巨大地震に因るとみられる巨大津波。高知県土佐市蟹ヶ池では、2011年時点の約2000年前の土層から津波による厚さ50cmを超える堆積物が見つかっており、これは宝永地震（1707年、M8.4 - 8.7、Mw9説もあり）の津波堆積物の厚さ50cm前後をさらに上回る[5][6][7]。

### 奈良・平安時代
- 684年11月26日（天武13年10月14日） 白鳳地震（天武地震）（南海トラフ巨大地震） - M8.0〜8.3、『日本書紀』によれば土佐で津波によって運調船が流失。日本最古の地震津波記録。死者多数。東海地方でも同時期と思われる津波堆積物が発見される[8]。
- 701年5月8日（大宝元年3月26日） 大宝地震 - 丹波国（京都府北部）で大地震。3日間余震と思われる大揺れに襲われたという。京都府の阿蘇海で最大遡上高40m以上の大津波。標高40mの地に当時の津波の碑石（波せき地蔵堂）が残されている[9][10][11][12]。
- 850年11月23日（嘉祥3年10月16日） 出羽地震 - 津波あり。
- 869年7月9日（貞観11年5月26日） 貞観地震 - 陸奥国地震。M8.3〜M8.6程度と見られ、『日本三代実録』によれば巨大な津波が発生し、多賀城付近まで浸水したとされる[13]。
- 887年8月22日（仁和3年7月30日） 仁和地震（南海トラフ巨大地震） - M8.0〜8.5、五畿七道諸国大震。摂津の津波被害が甚だしかった。
- 1026年6月10日（万寿3年5月23日） 万寿地震 - 石見国（島根県益田市）の日本海沖で巨大な地震津波が発生し、沿岸の各村落に襲来して未曾有の被害をもたらしたとの口碑がある。益田川沿いにて同時期の津波堆積物と思われる層を確認[14]。
- 1096年12月11日（嘉保3年11月24日） 永長地震（南海トラフ巨大地震） - M8〜8.5、東大寺の巨鐘が落下、『後二条師通記』には駿河で仏神舎屋・百姓400余流失、『中右記』には伊勢で安濃津の民家、津波によって多く損ぜられた[15]。

### 鎌倉・室町・戦国・織豊時代
- 1241年5月15日（仁治2年4月3日） 鎌倉で地震 - M7、津波を伴い由比ヶ浜大鳥居内拝殿流失。
- 1293年5月20日（正応6年4月13日） 鎌倉大地震 - 死者23020人。三浦半島の13世紀後半頃と推定される津波堆積物との関連性が指摘されている。
- 1361年7月26日（正平16年・康安元年6月24日） 正平地震（康安地震）（南海トラフ巨大地震） - M8.0〜8.5、『斑鳩嘉元記』には摂津四天王寺のほとり西浦に津波が打寄せたとあり[16]、『太平記』によれば阿波由岐で甚大な津波被害。土佐でも香美郡田村下庄正興寺の津波記録がある[17]。
- 15世紀頃 - 東北地方太平洋岸に巨大津波の痕跡。1454年の享徳地震が候補とされる[18][19]。
- 1498年9月11日（明応7年8月25日） 明応地震（南海トラフ巨大地震） - 東海道沿岸に大津波。駿河の『林叟院』記録には旧林叟院の地は海と成り溺死者2万6千人とあり、伊勢の『内宮子良館記』には大湊で家千間、溺死者5千とある[15]。
- 1586年1月18日（天正13年11月29日） 天正地震（東海東山道地震、飛騨・美濃・近江地震） - M7.8〜8.1（それ以上の可能性あり）、死者多数。飛騨・越中などで山崩れ多発、白川郷で民家数百軒が埋まる。内ヶ島氏、帰雲城もろとも滅亡。余震が1年以上続く。三河湾と若狭湾という日本海・太平洋両岸での大津波記録がある。2つの地震が同日発生したとする説がある[20]。

### 江戸時代
- 1605年2月3日（慶長9年12月16日） 慶長地震 - 『房総治乱記』によれば房総半島で、『円頓寺旧記』によれば徳島県東部で津波による死者多数。津波地震とする説もある[21]。南海トラフの地震ではないとする見方もある[22][23]。
- 1611年12月2日（慶長16年10月28日） 慶長三陸地震 - 東北の慶長津波（千島海溝沿いを震源とする説あり）、津波地震と推定され、伊達政宗領内で溺死者5,000人[24]。仙台平野で内陸を2km溯上したと見られ、『福山秘府』によれば北海道東部沿岸も大きな被害。最古の「津波」という語句の記載（『駿府記』）。
- 1640年7月31日（寛永17年6月13日 (旧暦)） - 岩なだれと津波により溺死者700名以上、船舶100余隻に被害[25][26][27]。
- 1677年4月13日20時頃（延宝5年3月12日戌刻） 八戸沖（三陸沖）地震
- 1677年11月4日（延宝5年10月9日） 延宝房総沖地震 - M8.0程度。地震動による被害は確認できず津波地震と見られており、主に津波による死者569人。
- 1703年12月31日（元禄16年11月23日） 元禄関東地震 - M8.2程度。津波の高さは8m以上。20m遡上したと考えられる地点もあり[28]。津波が犬吠埼から下田までを襲い、数千人が犠牲となった。もともと湖であった伊豆大島の波浮港がこの津波で海とつながった[注釈 5]。
- 1707年10月28日（宝永4年10月4日） 宝永地震（南海トラフ巨大地震） - M8.6程度。津波は伊豆半島から九州までの太平洋岸から瀬戸内海にまで及んだ。死亡者20,000人、流失家屋20,000戸。土佐湾沿岸各地が亡所（『谷陵記』）。大坂では津波が安治川や木津川を遡り2万人以上の犠牲者を出したとする記録も有る[29]。紀伊半島、遠州灘も著しく、潮岬の無量寺、東海道の新居関所などが流失。49日後に富士山が噴火[30]。
- 1763年1月29日16時頃（宝暦12年12月16日申刻） 八戸沖（三陸沖）地震
- 1771年4月24日（明和8年3月10日） 八重山地震（明和の大津波） - 石垣島で死者・不明者12,000人。多良間島や宮古島でも大津波で被害。津波の遡上高は『大波之時各村之形行書』の記録から約85mとされてきたが、近年の科学的分析によると約30-40mとされる。津波地震とする説あり。
- 1793年2月17日（寛政5年1月7日） 寛政地震 - 宮城沖に発生した地震で、岩手県中部〜牡鹿半島沿岸に3-5mの津波[31]。大船渡で9尺、死者1,213人。
- 1833年12月7日14時頃（天保4年10月26日昼八ツ時） 出羽・越後・佐渡地震、庄内沖地震、天保四年羽前沖地震 - 輪島で7.2mの津波[32][33]。

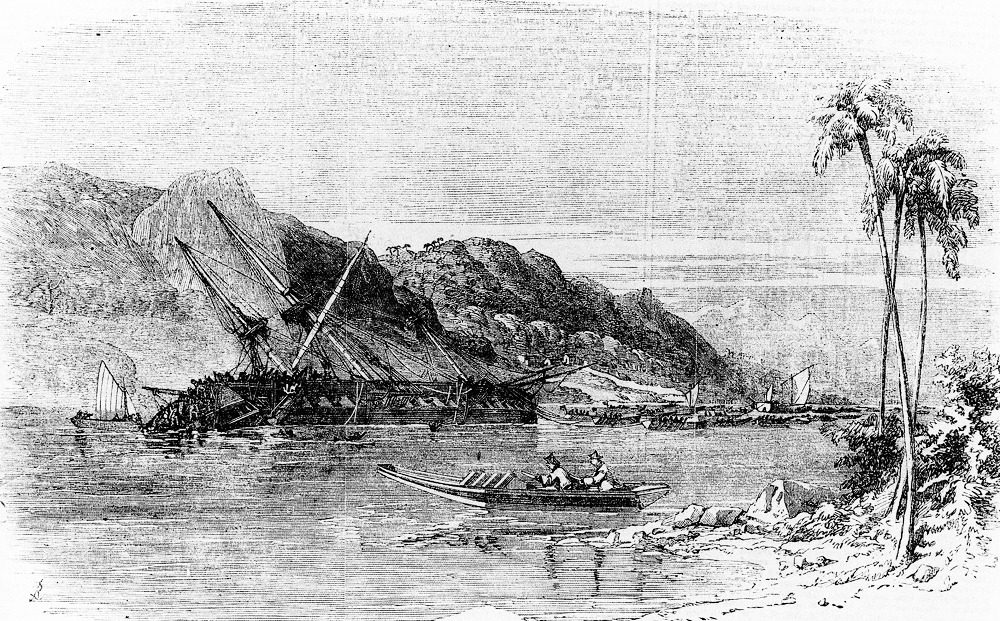
ディアナ号

- 1854年12月23日（嘉永7年11月4日） 安政東海地震 - 12月、駿河湾から遠州灘を震源とするM8.4の地震。房総で波高3 - 4m。沼津から伊勢湾が被害甚大、死者2,000 - 3,000人。下田では碇泊していたディアナ号が遭難した[34]。アメリカ西海岸でも験潮儀で遠地津波が記録された[35]。
- 1854年12月24日（嘉永7年11月5日） 安政南海地震 - 安政東海地震のわずか32時間後、紀伊半島南東沖一帯を震源とし同じくM8.4という地震。紀伊半島から四国、九州のみならず大坂市内にまで壊滅的な被害が出た。『稲むらの火』の背景となった津波。津波高さは串本で15m、死者数千人。
- 1856年8月23日12時頃（安政3年7月23日午刻） 安政八戸沖地震 - 直前前震とイワシとマグロの大漁（『時風録』）。

### 明治・大正・昭和・平成・令和時代

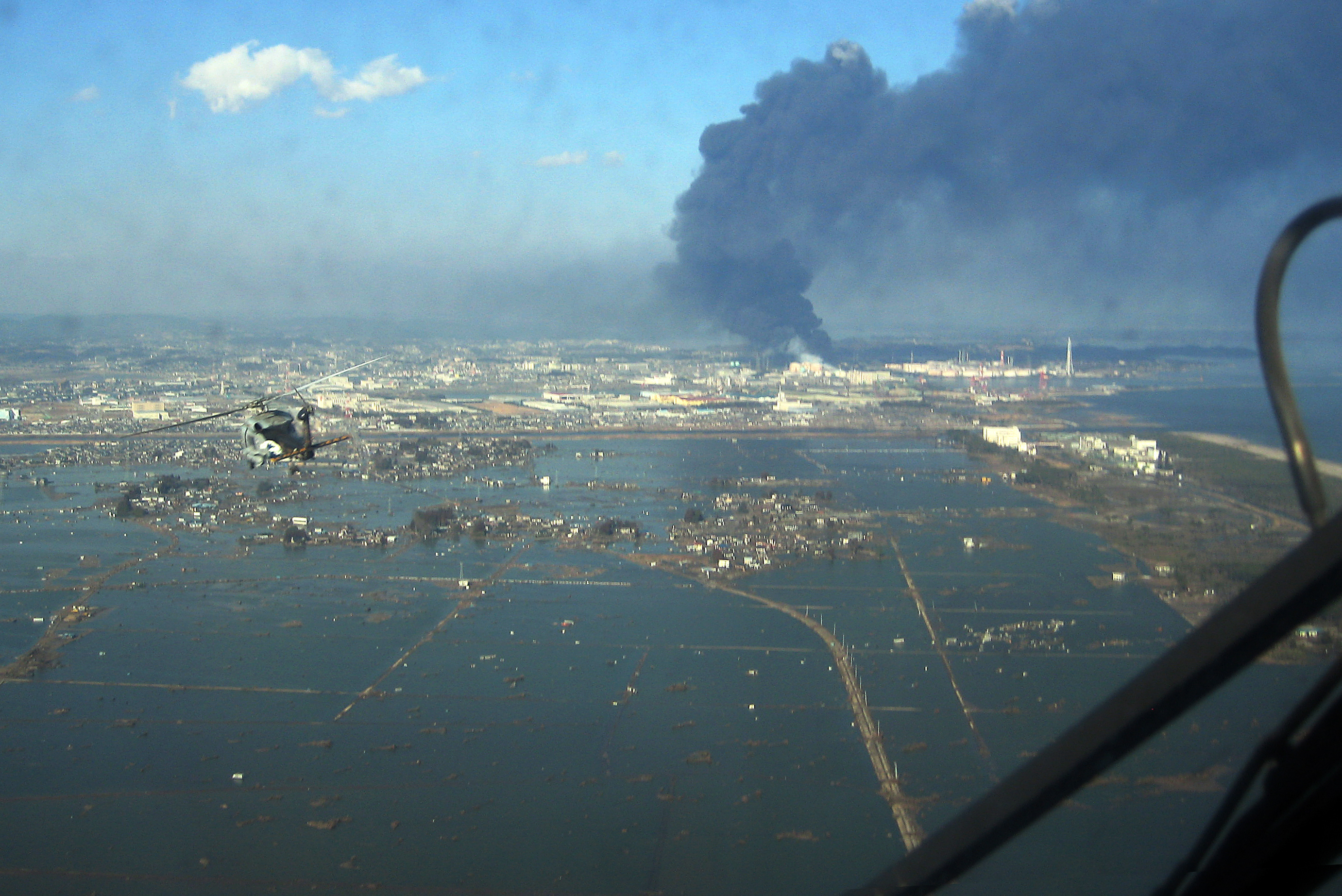
津波によって周辺一帯が浸水した宮城県仙台市宮城野区沿岸部（2011年3月12日撮影）

- 1896年（明治29年）6月15日 明治三陸地震 - 岩手県綾里（現・大船渡市）で津波の遡上高38.2m、死者不明者22,000人。津波地震とされる。ハワイおよびアメリカ西海岸でも遠地津波が観測された。
- 1923年（大正12年）9月1日 大正関東地震（関東大震災） - 津波の最大波高は静岡県熱海で12m。数百人が犠牲となる。
- 1933年（昭和8年）3月3日 昭和三陸地震 - 死者・不明者3,000人。
- 1940年（昭和15年）8月2日 積丹半島沖地震（神威岬沖地震） - 天塩で死者10人。
- 1944年（昭和19年）12月7日 昭和東南海地震 - 津波の波高は熊野灘沿岸で8mに達する。
- 1946年（昭和21年）12月21日 昭和南海地震 - 津波は静岡県から九州まで来襲、最高6m。
- 1952年（昭和27年）3月4日 十勝沖地震 - 津波により、北海道厚岸郡浜中村（現・浜中町）南部が壊滅する。津波は、厚岸湾が最高で6.5m、青森県八戸市で2mなど。
- 1983年（昭和58年）5月26日 日本海中部地震 - 秋田県を中心に、津波による犠牲者100人（遠足中の小学生13名が死亡）。対岸の韓国でも3名の死者・行方不明者を出した。青森県や秋田県で5～6m。
- 1993年（平成5年）7月12日 北海道南西沖地震 - 奥尻島で最大波高16.8m、遡上高が30mに達する。死者・不明198人。大津波警報は地震発生後4〜5分で出されるも間に合わず、奥尻町青苗地区は壊滅[36]。対岸のロシアでも3人の行方不明者を出した。
- 2011年（平成23年）3月11日 東北地方太平洋沖地震（東日本大震災）- 岩手県大船渡市の綾里湾で遡上高40.1m[37]、観測できた津波の高さでも9.3m以上（福島県相馬港）と、津波において国内観測史上最大。死者19,747人、行方不明者2,556人、負傷者6,242人、原子力発電所への被害も含めて、日本経済に与えたダメージも凄まじく、歴史に残る大災害であった。三陸地方では明治・昭和の津波教訓に築かれていた防波堤・防潮堤の高さを軒並み上回って決壊し、東北地方から千葉県外房までの太平洋沿岸部を中心に甚大な被害が発生。さらにこの地震の規模が大きかったため、これらの沖で発生した津波は世界各地の太平洋沿岸を襲う遠隔地津波になった。
- 2024年（令和6年）1月1日 能登半島地震 - 石川県能登半島を中心に死者200人。津波の波高は最大3～4m、遡上高が5.8m。

## 日本国外を発生源とする津波

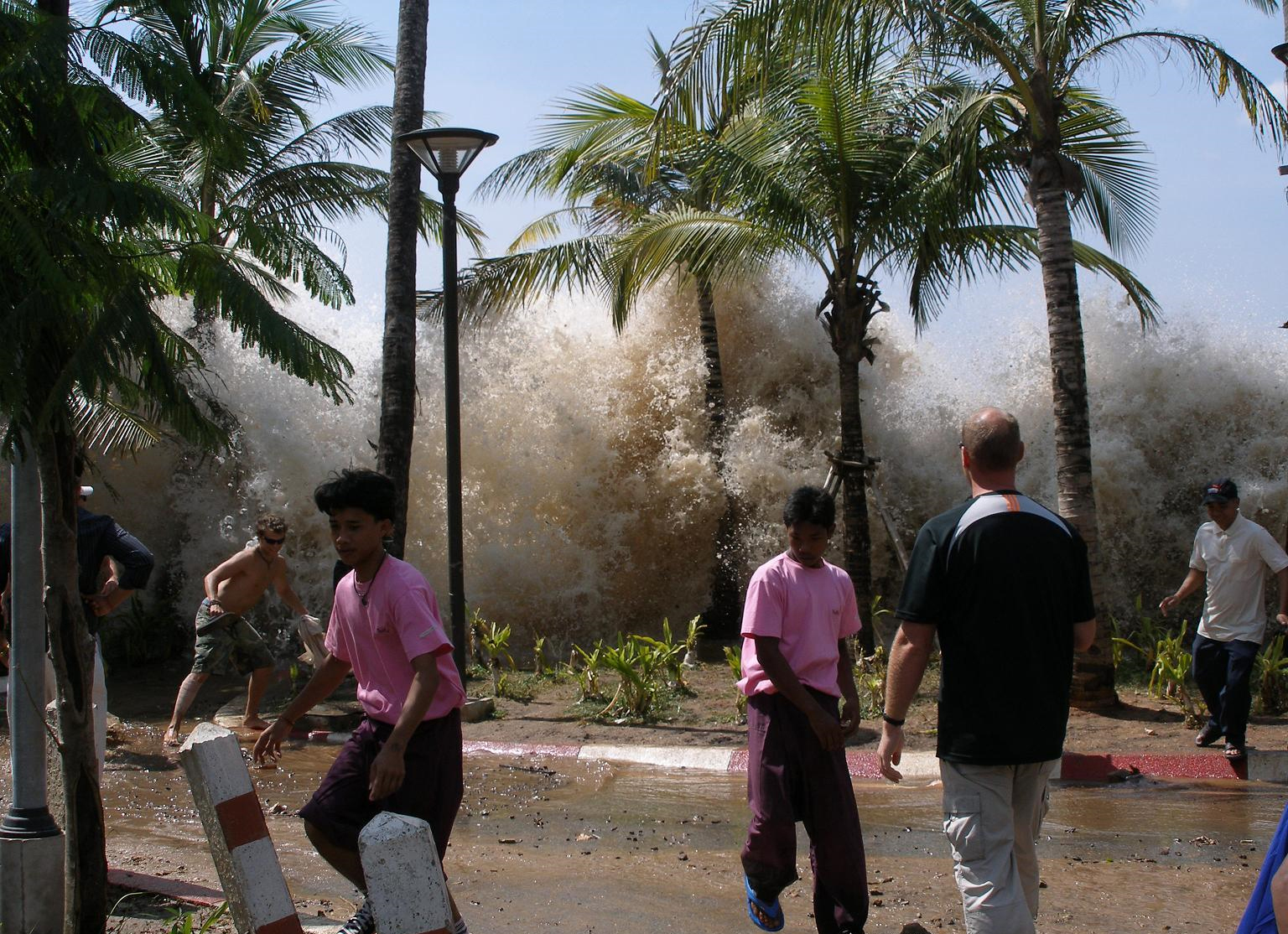
タイ南部にある観光地の海岸線付近に達して人々を襲う、スマトラ島沖地震の津波。
当時はまだ津波の脅威について世界的認知度が低く、無防備な状態で被災した人が大勢いた。2004年12月26日撮影。

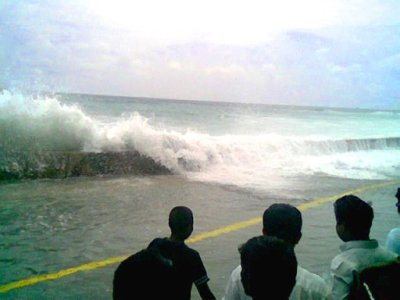
上に同じく、モルディブの海岸線に到達したスマトラ島沖地震の津波と、それを傍観する人々（2004年12月26日撮影）。

※津波の到達時刻は地域によってまちまちであるため、基本的に、ここで示す日付けのうち、月日は地震および津波の発生時（現地時間）を表す。
- 紀元前426年 - 紀元前426年のマリ湾津波（英語版）。歴史上、津波による災害が無いとされてきた地中海世界において、古代に発生していた大津波の一つ。
- 紀元前373年 -  ギリシャ・古代ギリシアの都市国家ヘリケー（英語版）の地震による津波。ヘリケーに甚大な被害をもたらした[38]。
- 365年 -  ギリシャ・クレタ島の西沖を震源とする海底地震による津波で、ギリシア沿岸、アレクサンドリア、パレスティナなどに津波が襲来し、甚大な被害をもたらした[39]。
- 799年12月5日（延暦18年11月4日） - 常陸の国（茨城県）で朝から夕方までで15回の津波を観測した記録（『日本後紀』）[40]。継続時間および周期から遠地津波とされる[41]。
- 1420年8月29日（応永27年7月20日） - 常陸の国（茨城県）で4時間で9回の津波を観測した記録（『神明鏡』）[40]。遠地津波とされる[41]。
- 1076年 - 南シナ海沿岸で津波発生。 中国広東省の南澳島、及び西沙諸島の東島の津波堆積物調査に基づく。マニラ海溝のメガスラストで発生した地震が波源と推定されている[42]。
- 1575年12月16日  チリ・バルディビア地震 - チリ南部に大津波。1960年チリ地震と同規模とも推定される[43]。
- 1586年7月10日 - 1586年ペルー地震による津波。cf. 地震の年表#南北アメリカ。口碑による本地震の日本への津波襲来は否定される[44]。
- 1687年10月20日 - 1687年ペルー地震による津波。cf. 上に同じ（宮城県戸倉で津波の記録）。
- 1700年1月26日 -  アメリカ合衆国-	 カナダ・カスケード地震（アメリカ北西部、カナダ西部）による津波。北アメリカ太平洋側で起きたM9クラスの巨大地震による津波が、10時間かけて日本列島に到達（元禄12年12月8日深夜から9日早朝）。東北地方から紀伊半島にかけての各地で海岸部の浸水・建物の倒壊や船(廻船)の沈没などが記録される。「親」である地震がなく津波だけが押し寄せたことから「みなしご津波」と呼ばれた[45]。
- 1730年7月8日 -  チリ・バルパライソ地震。太平洋全般に波及。陸奥にも津波襲来。
- 1737年10月17日 -  ロシア・カムチャツカで地震、大津波。1952年カムチャツカ地震と同規模とも推定される[46]。
- 1751年5月25日 -  チリ・コンセプシオン地震。
- 1755年11月1日 -  ポルトガル・リスボン地震による津波。地震による犠牲者多数で、津波による犠牲者も約10,000人を数えた。大西洋全般に波及。リスボン大震災。
- 1837年11月7日 -  チリ・バルディビア地震。太平洋全般に波及。翌日（天保8年10月11日夜）、仙台藩領の沿岸各地に津波が押し寄せた。牡鹿郡石浜（宮城県女川町）には夜九つ時（0時頃）（『万ふしぎ事控覚帳』宮城県史編纂委員会）、気仙郡今泉宿（岩手県陸前高田市）（『角屋敷久助覚帳』渡辺鎌男編）と宮城郡塩竈町（宮城県塩竈市）では夜九つ半頃であった（『天保日記抜書』）[47]。
- 1867年12月18日-  中華民国・鶏籠地震。地震直後、沿岸に津波が襲来し、波高6m。
- 1868年8月13日 -  チリ・アリカ地震。太平洋全般に波及。ニュージーランド、北海道、宮城、下田にも津波襲来。
- 1877年5月10日 -  チリ・イキケ地震。太平洋全般に波及。ハワイ諸島、オーストラリア、北海道、三陸、房総海岸にも津波襲来。
- 1946年4月1日 - アリューシャン地震による津波。推定波高30m。ハワイ諸島を中心に死者・行方不明者165人。津波地震とされる。
- 1952年11月4日 -  ロシア・カムチャツカ地震 - 大津波が生じ、ハワイ諸島、北海道など太平洋全般に波及。
- 1957年3月9日 -  アメリカ合衆国- ロシア・アリューシャン地震による津波。太平洋に波及しハワイ諸島などで被害。
- 1960年5月22日 -  チリ・チリ地震による津波。地震発生の22時間30分後に18,000km離れた日本の太平洋沿岸にも津波が襲来し、死者・不明者142人を出した。これにより、遠隔地津波として日本では有名（1730年（享保15年）、1751年（宝暦元年）、1837年（天保8年）、1868年（明治元年）、1877年（明治10年）も日本に来襲）。
- 1964年3月28日 -  アメリカ合衆国・アラスカ地震。最大遡上高67m。太平洋全般に津波波及。
- 2004年12月26日 - ・スマトラ島沖地震による津波。最大波高34m。スマトラ島アチェを中心に、タイのプーケット島周辺から、スリランカやアフリカ東岸などといった遠隔地にまで到達し、インド洋沿岸各地で220,000人以上の犠牲者を出した（遠隔地津波の発生で、有史上最大の被害である）。
- 2010年2月27日 -  チリ・チリ地震（チリ・マウレ地震）による津波。地震発生から21時間後にフランス領ポリネシアで4m、ハワイのマウイ島で1.8m。ファン・フェルナンデス諸島のロビンソン・クルーソー島で死者3人・行方不明複数人を出した。
- 2024年4月3日 -  中華民国/ 日本・花蓮地震による津波[48][49]。

## 噴火・山体崩壊に伴う津波
- 紀元前1628年頃（cf.） -  ギリシャ・ミノア噴火（ミノア文明後期のサントリーニ島［そのうちの、ネア・カメニ島］で起こった噴火）に伴う津波。地中海で最大波高90mの大津波が発生したとの推定がある。アトランティス伝説や『旧約聖書』の「出エジプト記」（海が割れる奇跡の伝説）の元になったとの説もある[50][51]。
- 563年 -  スイス・タウレドゥヌムの地すべりに伴う津波[52]
- 1640年7月31日（寛永17年6月13日） -  日本・北海道駒ヶ岳噴火津波。亀田から十勝にかけて津波を記録。岩なだれと津波により溺死者700名以上、船舶100余隻に被害[25][26][27]。
- 1741年8月28日（寛保元年7月18日-19日） -  日本・寛保津波、北海道西南沖の渡島大島近海で火山性地震 (M6.9、Mt8.4)による大津波。死者2,033人。対岸の熊石から松前にかけて大きな被害、津波高さ3m、佐渡島でも津波を観測[53]。能登・若狭にも津波。家屋791棟流出・破壊。船舶被害1,521隻[27][54][55][26]。
- 1792年5月21日（寛政4年4月1日） 島原大変肥後迷惑 -  日本・雲仙岳噴火、眉山崩壊とそれに伴う津波により現在の長崎県島原市周辺および橘湾対岸で死傷者約15,000人[56][54]。
- 1815年  インドネシア・タンボラ山（西ヌサ・トゥンガラ州） - 噴出物1,700億トン、直径6キロメートルのカルデラを形成。火砕流、津波、疫病、飢饉などにより犠牲者数117,000人[57][26]。

- 1883年8月27日 -  インドネシア・クラカタウ火山噴火による津波。噴火により噴出した火山灰・岩石・噴煙が上空20,000メートル以上にまで到達、噴火によって発生した津波も含め犠牲者数36,000人以上[58][26]。島の北部約3km四方が崩壊し、インド洋、太平洋に津波が波及。

- 1888年  パプアニューギニア・リッター島 - 火山性津波により死者3,000名[55]。
- 1911年 -  フィリピン・タール山（ルソン島） - 火砕流および津波により死者1,335名[55]。
- 1958年7月10日 リツヤ湾大津波 -  アメリカ合衆国・アラスカで発生した地震によりリツヤ湾奥で大規模な山体崩壊。高さ約524mに及ぶ津波が発生[59]。
- 2018年12月22日 スンダ海峡津波 -  インドネシア・火山島アナク・クラカタウ山の噴火で山体の一部が崩壊したことに誘発されて発生した海底地すべりに起因する津波。